# Ернст II фон Йотинген-Валерщайн
Ернст II фон Йотинген-Валерщайн (на немски: Ernst von Oettingen zu Wallerstein; * 15 август 1594 във Валерщайн; † 3 март 1670 във Виена) е граф на Йотинген-Валерщайн в Швабия, Бавария и господар на Зайфридберг.
Той е син на граф Волфганг III фон Йотинген-Валерщайн (26 май 1573 – 7 септември 1598 във Виена) и съпругата му Йохана де Мол (1 юни 1574 в Брюксел – 11 ноември 1614), дъщеря на Пиер де Мол и Лиевине даме де Бурлут. Внук е на Вилхелм II Йотинген-Валерщайн-Шпилберг († 1602) и графиня Йохана фон Хоенцолерн-Зигмаринген († 1604).
Ернст II умира на 3 март 1670 г. във Виена на 75 години и е погребан във Валерщайн, Швабия.

## Фамилия
Ернст II фон Йотинген-Валерщайн се жени на 7 февруари 1624 г. във Валерщайн за Мария Магдалена Фугер (1606 – 1670), графиня цу Кирхберг и Вайсенхорн, дъщеря на граф Антон Фугер фон Кирхберг (1563 – 1616) и Елизабета Фугер (1584 – 1636). Те имат 14 деца:
- Вилхелм IV (1 август 1627 – 11 декември 1692), граф на Йотинген-Валерщайн, женен на 27 август 1670 г. за графиня Октавия Естер фон Херберщайн-Нойбург († април 1702)
- Волфганг IV (1 февруари 1629 във Валерщайн – 6 ноември 1708 във Виена), граф на Йотинген-Валерщайн, господар на Дайнцендорф, женен на 6 ноември 1661 г. във Виена за графиня Анна Доротея фон Волкенщайн-Роденег († 26 ноември 1702)
- Филип Карл (24 януари 1640 във Валерщайн – 27 август 1680 във Валерщайн), граф на Йотинген-Валерщайн, женен на 1 март 1678 г. във Валерщайн за графиня Еберхардина София Юлиана фон Йотинген-Йотинген (* 20 октомври 1656 в Йотинген; † 23 март 1743)
- Йозеф/Йохан Антон (19 септември 1641 във Виена – 16 октомври 1673 в Рим)
- Игнац (24 октомври 1642 – 16 април 1673 в Марктбисинген)
- Мария Маргарета Магдалена (1633 – 7 септември 1693 във Виена), омъжена 1664 г. за граф Леонхард VIII Улрих фон Харах-Рорау (1631 – 1689)
- Мария Христина (* 8 септември 1645 във Франкфурт ам Майн)